# Бори (Псковская область)
Бори — деревня в Плюсском районе Псковской области. Входит в сельское поселение Плюсская волость.

## География
Деревня расположена в 28 км к северу от районного центра — посёлка Плюсса и в 12 км к северу от деревни Нежадово.

## Население
Численность населения деревни по оценке на конец 2000 года составляла 15 человек, по переписи 2002 года — 16 человек.

## История
До 1 января 2006 года деревня входила в состав ныне упразднённой Нежадовской волости.